# 대덕지디에스
대덕GDS(영어: DAEDUCK GDS Co.,Ltd.)는 1965년 설립된 대한민국의 인쇄회로기판(PCB) 설계, 제작 및 판매 기업이다.

## 개요
1965년 1월 대덕산업(주)으로 설립한 뒤 2000년 3월 지금의 상호로 변경하였다.
주요 사업은 단면·양면·PTH(다층기판)·FPC(연성회로기판) 등 인쇄회로기판의 설계, 제작 및 판매이다.
1965년 1월 13일 무역업을 영위하는 대덕산업(주)으로 설립한 뒤 1972년 5월 전자공업체로 등록하고 인쇄회로기판(PCB)을 생산하기 시작하였다. 1975년 10월 상공부의 기술개발 공로패를 수상하였고, 1979년에는 석탑산업훈장을, 1984년에는 '1000만 달러 수출의 탑'을 수상하였다. 1987년 8월 기업공개를 하여 증권거래소에 주식을 상장하고 11월에 '2000만 달러 수출의 탑'을 수상하였으며, 1988년에는 경영자협회로부터 올해의 최우수 업체에 선정되고 공업진흥청의 품질 1등급 업체 인증을 취득하였다. 1994년 '5000만 달러 수출의 탑'에 이어 1997년 '1억 달러 수출의 탑'을 수상하였다.
2000년 3월 지금의 상호로 변경하였고, 2002년 3월 납세자의 날에 대통령 산업포장 수상에 이어 2003년에는 경제정의실천시민연합의 경제정의기업상 대상을 수상하였다. 2006년 11월 '2억 달러 수출의 탑'을 수상하고 12월에는 실버스루홀(silver through hole) PCB가 산업자원부의 세계일류상품에 선정되었다. 2007년 은탑산업훈장에 이어 2008년 7월 LG전자(주)의 최우수 품질업체상을 수상하고 자동차 분야의 품질보증시스템인 ISO/TS 16949 인증을 획득하였다. 2009년에는 '자원순환 선도기업'으로 선정되어 국무총리상을 수상하였다.
주요 사업은 디지털 TV, PDP TV, LCD TV, LED TV, DVD-PLAYER, 셋톱박스 제품 및 HHP, PDA, 디지털카메라 부품 등으로 사용되는 단면·양면·PTH(다층기판)·FPC(연성회로기판) 등 인쇄회로기판의 설계, 제작 및 판매이다. 계열회사로는 대덕전자(주), 히로세코리아(주), 디바이스디자인(주), 대덕필리핀, 천진대덕전자유한공사, 천진대덕전자부품유한공사 등이 있다.

## 주요 사업 분야
- PCB 제조 및 판매
  - 전자제품용
    - 스마트폰 등 휴대폰용 PCB
    - LCD, PDP 등 디스플레이용 PCB

  - 자동차용
    - 자동차용 전장PCB

## 수상 및 인증 획득 현황

### 1970년대
- 1972년 5월 UL 국제규격 인증
- 1979년 9월 철탑산업훈장 수상

### 1980년대
- 1984년 11월 수출 1천만불탑 수상
- 1987년 11월 수출 2천만불탑 수상
- 1988년 5월 경영대상 최우수 기업상 수상
  - 한국능률협회

### 1990년대
- 1993년 12월 국내 PCB업계 최초 ISO-9002 품질인증 획득
  - 영국BSI-QA
- 1994년 11월 수출 5천만불탑 수상
- 1996년 5월 '96 근로자의 날 우수 기업체 선정 산업포장 수상
- 1997년 10월 노사협력 우수사례 경진대회 최우수상
  - 노동부
- 1997년 12월 노사화합대상 우수상 수상
  - 노동부, 한국경제신문사
- 1997년 12월 수출 1억불 탑 수상
- 1999년 4월 ISO-14001 환경경영인증 획득
  - 한국능률협회
- 1999년 10월 금탑산업훈장 수상

### 2000년대
- 2001년 6월 환경경영대상 수상
  - 환경부, 매일경제신문사
- 2002년 1월 자랑스러운 삼성인상 수상
  - 삼성전자
- 2003년 12월 경제정의기업상 수상
  - 경제정의 실천연합
- 2006년 9월 20일 2006년도 노사문화 우수기업 인증
  - 노동부
- 2006년 11월 30일 무역의 날 2억불 수출의 탑 수상
- 2006년 12월 26일 STH PCB 세계 일류 상품 선정
  - 산업자원부
- 2007년 3월 21일 상공의 날 기념 은탑산업훈장 수상
- 2008년 7월 2일 ISO/TS 16949 인증 획득
- 2009년 9월 7일 자원순환 선도기업 국무총리상 수상
  - 환경부

### 2010년대
- 2010년 9월 16일 산업기술 부문 공로 인촌상 수상
- 2011년 6월 29일 그린사업장 인증
- 2011년 9월 23일 SQ마크 인증
- 2012년 6월 28일 탄소절감 최우수 기관 선정
- 2014년 10월 제9회 전자, IT의 날 산업포장 수상
- 2015년 2월 올해의 강소기업 선정
  - 삼성전자